# Copacabana (álbum)
Copacabana é o segundo disco da banda carioca de MPB, Fino Coletivo, lançado em 2010. 
O álbum foi eleito entre os dez melhores do ano pelo jornal O Globo.

## Faixas
1. Batida de Trovão
2. A Coisa mais Linda do Mundo
3. Ai de mim
4. Doce em Madrid
5. Fidelidade
6. Bravo Mar
7. Minha Menina Bonita
8. Beijou Você
9. Abalando Geral
10. Swing de Campo Grande
11. Nhém Nhém Nhém
12. Jacaré
13. Velho dia
14. Amor Meu